# 路易吉·皮内利
路易吉·皮内利（義大利語：Luigi Pinelli，？—？），意大利前男子击剑运动员。他曾代表意大利参加1908年夏季奥林匹克运动会击剑比赛，结果未能获得奖牌。